# Francisco de Moura Corterreal

Retrato de Francisco de Moura por Anselmus van Hulle para Les hommes illustres, Amberes, 1648, repertorio de retratos de los asistentes a las conferencias de Münster y Osnabrück.

Francisco de Moura Corterreal y Melo (13 de diciembre de 1621-26 de noviembre de 1675), tercer marqués de Castel Rodrigo, duque de Nochera, fue un político portugués que sirvió como virrey de Cerdeña y de Cataluña y gobernador de los Países Bajos españoles entre 1664 y 1668.

## Biografía
Era hijo del noble portugués Manuel de Moura y Corte-Real (1590-1651), segundo marqués de Castel Rodrigo y de Leonor de Melo. Casó en Roma con Ana María de Moncada de Aragón y de la Cerda (1616- ), con la que tuvo dos hijas: Leonor y Juana. Noble hidalgo al servicio de Felipe IV, miembro del Consejo de Estado y su embajador en Viena desde 1648 a 1656.
Virrey de Cerdeña, de 1657 a 1661. Luego, de 1664 a 1665, pasó a ocupar el cargo de virrey de Cataluña y de 1664 a 1668, fue el gobernador español de Flandes. Durante su gobierno, los Países Bajos españoles fueron invadidos por los franceses dentro del contexto de la guerra de Devolución, en una campaña que fue casi un paseo militar. De 1669 a 1675 desempeñó el cargo palatino de Caballerizo mayor del Rey. 
En 1649, Francisco de Moura pidió una compensación a la corte española de 150 000 ducados para cubrir las pérdidas que le ocasionó la revuelta de Flandes. Obtuvo el feudo italiano de Nochera (Nocera de Pagani), valorado en 223 000 ducados. A cambio, la Real Hacienda exigió al marqués la devolución de los 73 000 ducados de diferencia. Hubo un tira y afloja que se extendió más allá de la peste de 1656, que afectó seriamente a la ciudad de Nocera, cuyo valor se depreció considerablemente. Una nueva estimación fijó su valor en 163 000 ducados. Compensada la diferencia, el 10 de agosto de 1656 fue nombrado duque de Nocera y la casa de Castel-Rodrigo obtuvo la ciudad de Nocera, que gobernó hasta 1707. Francisco se convirtió en el VII duque de Nocera sin pisar la ciudad, que fue administrada por medio de un gobernador.

Los territorios obtenidos por Francia merced a la victoria en la guerra de Devolución, plasmados en la paz de Aquisgrán de 1668.

A Flandes partió con órdenes de reforzar el ejército, muy menguado tras la paz de los Pirineos, pero casi sin medios para lograrlo, por la falta de ayuda económica y de soldados desde la península ibérica. Falto de socorros desde España, Castel-Rodrigo reforzó su ejército con tropas imperiales licenciadas tras la paz del emperador con los turcos, aunque no lo suficiente para proteger a las provincias de la temida invasión francesa. Pese a sus repetidas peticiones a la corte, esta, enfrascada en la contienda para recobrar Portugal, no le envió soldado alguno entre 1663 y 1665. Privado de soldados españoles e italianos, el marqués hubo de recurrir a las tropas alemanas y valonas y en 1666 contrató unidades del vecino Obispado de Münster, enemigo de Francia. Pese a sus desvelos por mejorar la defensa del territorio, la invasión de 1667-1668 resultó casi un paseo militar para el ejército francés.
Por no haber dejado heredero varón, a su muerte, acaecida en Madrid el 26 de noviembre de 1675, el ducado de Nochera fue heredado por su hija Leonor de Moura (c. 1650-1706), esposa del virrey de Sicilia, Anielo de Guzmán (1641-1677). A pesar de que nunca le habían visto, la población de Nocera tributó un solemne funeral en la catedral de San Prisco. Además, las iglesias de la ciudad celebraron misas cantadas y las campanas tocaron a difuntos durante tres días.
Según su voluntad, sus restos deberían haber sido enterrados en la capilla del Monasterio de São Bento de Lisboa (San Benito), que Manuel de Moura había encargado a Francesco Borromini, a quien Manuel conoció cuando ejercía de embajador extraordinario de España en Roma. Sin embargo, por razones que no están claras, Portugal no aceptó recibir los restos mortales de Francisco de Moura Corterreal que permanecieron en España.
| Predecesor: Bernardo Matías de Cervelló            | Virrey de Cerdeña 1657 – 1661                        | Sucesor: Pedro Vico                                                  |
| Predecesor: Francisco de Orozco                    | Virrey de Cataluña 1663 – 1664                       | Sucesor: Vicente Gonzaga Doria                                       |
| Predecesor: Luis de Benavides, marqués de Frómista | Gobernador de los Países Bajos españoles 1664 – 1668 | Sucesor: Íñigo Melchor Fernández de Velasco, condestable de Castilla |